# 타인의 비밀
《타인의 비밀》(태국어: คลื่นชีวิต, 영어: Kluen Cheewit / Waves of Life)는 2017년 방영된 태국의 드라마이다.